# Mîkilka, Kotelva
Mîkilka (în ucraineană Микілка) este localitatea de reședință a comunei Mîkilka din raionul Kotelva, regiunea Poltava, Ucraina.

## Demografie
Componența lingvistică a localității Mîkilka
     Ucraineană (97,88%)
     Rusă (2,12%)
Conform recensământului din 2001, majoritatea populației localității Mîkilka era vorbitoare de ucraineană (97,88%), existând în minoritate și vorbitori de rusă (2,12%).